# Abispa
Genre
Abispa est un genre d'insectes hyménoptères de la famille des Vespidae. Ces guêpes sont originaires d'Australasie.

## Systématique
Le genre Abispa a été créé initialement en 1838 par l'explorateur écossais Thomas Mitchell (1792–1855) comme un sous-genre du genre Vespa et avec comme espèce type Abispa australiana.

## Liste d'espèces
Selon BioLib (14 juin 2022) :
- Abispa australiana Mitchell, 1838
- Abispa ephippium (Fabricius, 1775)
- Abispa eximia (Smith, 1865)
- Abispa laticincta van der Vecht, 1960
- Abispa ruficornis Vecht, 1960
- Abispa splendida (Guérin, 1838)

## Publication originale
- Thomas Mitchell, Three Expeditions into the Interior of Eastern Australia (œuvre créative), 1838, [lire en ligne]. - vol. 1